# 非社会的行動
非社会的行動（ひしゃかいてきこうどう）とは、自身の社会的な立場から意図せず乖離することで、周囲に悪影響を与えてしまうような行動である。例えば、不登校や極度の引っ込み思案等が該当する。反社会的行動が、意図して既存の社会に悪影響を与えるのと対称的である。